# East Berbice-Corentyne
East Berbice-Corentyne, Region 6 – jeden z dziesięciu regionów Gujany położony we wschodniej części państwa. Na północy ma dostęp do Oceanu Atlantyckiego, od wschodu graniczy z surinamskimi dystryktami Nickerie i Sipaliwini, od południa z brazylijskim stanem Pará, a od zachodu z regionami Mahaica-Berbice, Upper Demerara-Berbice, Potaro-Siparuni i Upper Takutu-Upper Essequibo.
Stolicą regionu jest New Amsterdam. Pozostałe miejscowości to m.in. Corriverton, Mara i Rose Hall

## Geografia
East Berbice-Corentyne to jedyny region w Gujanie, który sąsiaduje z Surinamem. Rzeka Corantijn stanowi wschodnią granicę regionu i jednoczenie granicę gujańsko-surinamską. Przez region przepływają także rzeki Berbice, Canje i New River. Jest to region, który jako jedyny obejmuje swym zasięgiem jednocześnie nadmorskie niziny, sawanny i zalesioną Wyżynę Gujańską. Jest to również jedyny region, w którym znajdują się trzy miejscowości ze statusem „town”: New Amsterdam, Rose Hall i Corriverton.

## Gospodarka
Region East Berbice-Corentyne jest ważnym producentem ryżu w kraju. Prowadzona jest tu także hodowla bydła i uprawy trzciny cukrowej. W celu melioracji tych terenów wybudowano kanał Torani łączący rzeki Berbice i Canje. Rząd Gujany wybudował także polder Black Bush, którego obszar stanowiły niegdyś tereny bagienne. Polder wykorzystywany jest głównie pod uprawy ryżu i zabudowę. Bydło hodowane na sawannach, jest hodowane przeważnie w celu produkcji wołowiny i mleka. Sezonowo, na małą skalę prowadzona jest wycinka drzew.

## Demografia
Rząd gujański, od czasu reformy administracyjnej w 1980 r., przeprowadzał do tej pory spisy ludności czterokrotnie, w 1980, 1991, 2002 i 2012 r. Według ostatniego spisu populacja wynosiła 109 431 mieszkańców. East Berbice-Corentyne jest trzecim regionem pod względem powierzchni i drugim pod względem populacji.
| Rok  | Populacja |
| ---- | --------- |
| 2012 | 109 431   |
| 2002 | 123 695   |
| 1991 | 142 541   |
| 1980 | 152 386   |

## Miejscowości
Miejscowości w regionie East Berbice-Corentyne:

- Adventure
- Albion
- Alness (Alnes)
- Ankerville - Port Mourant
- Barakara (Barakara Mission)
- Belvedere
- Betsy Ground
- Bloomfield
- Brandwagt-Sari
- Bound Yard - Port Mourant
- Brighton
- Bush Lot (Bush Lot Village)
- Canefield
- Chesney
- Clifton Settlement - Port Mourant
- Corriverton
- Crabwood Creek
- Cumberland
- Dukestown
- East Canje
- Epira (Epira Mission, Espera)
- Eversham Village
- Friendship (Friendship Village, Corentyne)
- Free Yard - Port Mourant
- Fyrish (Fyrish Village)

- Gangaram
- Goldspie
- Goed Bananen Land
- Good Hope
- Haswell - Port Mourant
- Hogsty
- Islington
- Java
- Joanna
- Johns Settlement - Port Mourant
- Karaudanawa
- Kumaka
- Lancaster (lancaster Village)
- Leeds
- Letter Kenny
- Lesbeholden
- Limlair
- Macaw
- Manchester
- Mara
- Mibikuri
- Miss Phoebe North And South- Port Mourant
- Moleson Creek
- New Amsterdam

- New Forest
- New Ground Village
- New Hampshire
- Number Forty-Three
- Number Forty-five
- Number Forty-six
- Number Forty-seven
- Number Fort-Eight
- Number Fifty-nine
- Number Sixty
- Number Sixty-one
- Number Sixty-two
- Number Sixty-three
- Number Sixty-Four
- Number Sixty-six
- Number Sixty-seven
- Number Sixty-eight
- Number Sixty-nine
- Number Seventy
- Number 80
- Nurney
- Orealla (Oreala, Orealla Mission)
- Port Mourant (Port Mourant Village)
- Portuguese Quarters - Port Mourant

- Princetown
- Providence Place
- Reliance
- Rising (Rising Sun)
- Rose Hall
- Rose Hall Village
- Scottsburg
- Skeldon (Skeldon Place)
- Smythfield
- Springlands (Springlands Place)
- Stanleytown
- Tain Settlement - Port Mourant
- Tain Resource - Port Mourant
- Tarlogie (Tarlogie Farm)
- Train Line Dam - Port Mourant
- Ulverston
- Ward Village
- Wel te Vreeden
- West Canje
- Whim
- Yakusari
- Hackstyle
- Williamsburg